# Фесслер, Йозеф
Йозеф Фесслер (нем. Joseph Feßler, 2 декабря 1813, Лохау, Австрийская империя — 25 апреля 1872, Санкт-Пёльтен) — епископ Санкт-Пёльтенский, главный секретарь I Ватиканского собора.

## Биография
Йозеф Фесслер родился 2 декабря 1813 года в крестьянской семье. Получил классическое образование в Фельдкирхе, изучал философию в Инсбруке и богословие в Бриксене. В 1837 году Йозеф Фесслер был рукоположен в священника, с 1841 по 1852 год преподавал историю церкви и каноническое право в школе теологии в Бриксене.
С 1856 по 1861 год Йозеф Фесслер был профессором канонического права в университете Вены. 31 марта 1862 года Йозеф Фесслер был назначен викарным епископом в епархии Бриксена, Гассера и стал генеральным викарием в земле Форарльберг.
7 апреля 1862 года Римский папа Пий IX назначил Йогана Фесслера вспомогательным епископом епархии Брессаноне и титулярным епископом Ниссы. 18 мая 1862 года состоялось рукоположение Йогана Фесслера в епископа. С 23 сентября 1864 года Йозеф Фесслер был назначен австрийским императором епископом Санкт-Пёльтена. В 1867 году он был назначен помощником Святого Престола. В 1869 году Римский папа Пий IX предложил кандидатуру епископа Йозефа Фесслера на должность главного секретаря будущего I Ватиканского собора. Выбор Римского папы был обусловлен тем, что Йозеф Фесслер был одним из лучших знатоков сочинений Отцов церкви, истории Церкви и католического канонического права. Назначение Римского папы было всеми принято при одном возражении от кардинала Просперо Катерини, который считал, что выбор на эту должность австрийца вызовет у других наций недовольство.
Узнав о своём назначении 27 марта 1869 года, епископ Йозеф Фесслер прибыл в Рим 8 июля 1869 года. Активная работа на I Ватиканском соборе сильно подорвала здоровье Йозефа Фесслера и он скончался в 1872 году.

## Сочинения
В 1848 году в качестве пожертвования для 1-й конференции немецких епископов в Вюрцбурге Йозеф Фесслер опубликовал небольшую книгу «Ueber die Provincial-Concilien und Diöcesan-Synoden»(Инсбрук, 1849), а в 1850—1851 — «Institutiones Patrologiae quas ad frequentiorem utiliorem et faciliorem SS. Patrum lectionem promovendam concinnavit J. Fessler».
Перед началом I Ватиканского Собора в 1869 году Йозеф Фесслер опубликовал работу «Das letzte und das nächste allgemeine Konsil» и после завершения Собора дополнил уже изданную брошюру своими ответами на критику принятых решений Собора профессора канонического права и немецкого права в Праге доктора Шульте. В своих сочинениях Шульте рассматривал власть Римских пап со времен Римского папы Григория VII над светской властью и ставил под сомнения это учение Римско-Католической Церкви и принятый на Соборе догмат о непогрешимости папы.
Сочинение «Die wahre und die falsche Unfehlbarkeit der Päpste» было переведено на французский и английский языки в издательстве «La France». В этом сочинении Йозеф Фесслер объясняет догмат о непогрешимости папы, основываясь на учении итальянских богословов, таких как Беллармини (XVI век), П. Баллерини (XVIII век) и Перроне (XIX век).
Собрание сочинений Йозефа Фесслера были переизданы уже после его смерти в 1890—1896 годах.

## Источник
- Heinrich Best, Wilhelm Weege. Biographisches Handbuch der Abgeordneten der Frankfurter Nationalversammlung 1848/49. — Düsseldorf: Droste-Verlag, 1998. — S. 213 f. — ISBN 3-7700-0919-3.
- Friedrich Wilhelm Bautz. Joseph Feßler. // Biographisch-Bibliographisches Kirchenlexikon (BBKL). — Т. 2. — Hamm 1990. — С. 23—24. — ISBN 3-88309-032-8.